# Timballo di Martin Sec
Il timballo di Martin Sec o timballo di pere Martine è una torta piemontese.

## Descrizione
Come suggerisce il suo nome, il dolce è a base di pere Martin Sec, che 
sono tipiche della regione. Si prepara cuocendo i frutti assieme a vino, zucchero e chiodi garofano. In seguito il composto viene versato su un disco di pasta frolla. Il dolce è quindi rivestito di altra pasta.

## Alimenti simili
Un dolce simile al timballo preparato usando però le susine è la torta di ramassin, che è tipica del saluzzese.